# Педро Луис де Борха
Педро Луис де Борха (на испански: Pedro Luis de Borja; на италиански: Pier Luigi Borgia, Пиер Луиджи Борджa; * 1432, Хатива, Кралство Валенсия; † 26 септември 1458, Чивитавекия, дн. Италия), известен като Дон Педро Луис, e представител на династията Борджия, по-малък брат на кардинал Родриго Борджия и племенник на кардинал Алонсо де Борха, който става папа през 1455 г. под името Каликст III.

## Произход
Той е син на Хофрé Гил де Борха и Ескривà, известен и като Хофрé Лансол и Ескривà (* 1390, † 1437), испански благородник, и на Исабел де Борха и Каванилес (* 1390, † 1468). Има един брат Родрик де Борха, на итал. Родриго Борджа (* 1 януари 1431, Хатива, Кралство Валенсия; † 18 август 1503, Рим, Папска държава), кардинал, бъдещ папа Александър VI.
Да не се бърка с кардинал Педро Луис де Борха Лансол де Романи (* 1472, † 1511) или с племенника си Педро Луис де Борха (Пиер Луиджи Борджия) (* 1458 или 1463, † 1488).

## Биография
Въпреки факта, че Педро Луис де Борха не е свещеник, малко след избирането на чичо му Алонсо де Борха за нов папа той получава редица длъжности и титли. През пролетта на 1456 г. е назначен за генерален капитан на Църквата и кастелан на замъка Сант Анджело. През есента на същата година той става управител на градовете Терни, Нарни, Тоди, Риети, Орвието, Сполето, Фолиньо, Ночера, Асизи, Амелия, Чивита Кастелана и Непи. В началото на 1457 г. получава поста управител на провинциите на Папската държава и на Тоскана. По същото време по-големият му брат Родриго Борджия става кардинал дякон, главнокомандващ на папските сили и вицеканцлер на Светата римска църква, а братовчед му Луис Хуан дел Мила и де Борха става член на Съвета на кардиналите.
Това бързо издигане на младите роднини на папата, испанецът Каликст III, е критикувано от много стари кардинали (например Доменико Капраника) и опозицията от римското население, доста ксенофобски настроено. Семейство Орсини се противопоставя на възхода на Борджиите. Тяхната враждебност към Борджиите нараства, когато Педро Луис де Борха е изпратен от папата да възстанови властта на Църквата над някои крепости, принадлежащи на Дом Орсини. На 19 август 1457 г. Педро е назначен за префект на Рим. В опозиция на Орсини Каликст III се сближава с Дом Колона, врагове на Орсини. Проектът за брак на Педро Луис де Борха с представителка на Колона никога не е реализиран.
Дон Педро Луис де Борха е мразен от римляните и почти всичките роднини и съюзници на папа Каликст III са наричани „каталанци“ поради своя испански произход. На 6 август 1458 г., в деня на смъртта на чичо му Каликст III, той трябва да бяга от Рим, където избухва бунт срещу „каталанците“. 26-годишният Педро умира на път към Чивитавекия, изоставен от почти всички свои другари.
Да не се бърка с кардинал Педро Луис де Борха Лансол де Романи (1472 – 1511) или с Пиер Луиджи Борджия (1460 – 1491), син на Родриго Борджия (папа Александър VI).